# Аванесов, Александр Николаевич
 Александр Николаевич Аванесов (род. 9 января 1955, Москва, СССР) — советский и российский дипломат. Специальный советник и руководитель глобальной программы ПРООН по предотвращению насильственного экстремизма (г. Нью-Йорк, США) с июня 2017 года. Постоянный координатор системы ООН, Постоянный представитель Программы Развития ООН в Кыргызской Республике (2011-2017 гг.) и Черногории (2008-2011 гг.) и  заместитель Постоянного представителя ПРООН в Армении (2004-2008 гг.). В 1984-1994 гг. работал в МИД СССР/РФ в Отделе международных экономических организаций и Постоянном представительстве СССР (1986 г.), РФ в ООН (1994 г.), с 1994 г. - на работе в ООН. Кандидат экономических наук. Автор ряда научных статей по топливно-сырьевым проблемам мировой экономики, вопросам устойчивого развития.

## Биография
Александр Николаевич Аванесов родился 9 января 1955 года в городе Москва. Женат, имеет двух дочерей и пятерых внуков. Отец Аванесов Николай Николаевич (1922 – 1983 гг.), полковник Советской Армии, участник Великой Отечественной войны 1941-1945 гг., награждён двумя Орденами Боевого Красного Знамени, Орденом «За службу Отечеству», многочисленными медалями, в том числе медалью «За Отвагу».  Мать – Смирнова Валентина Александровна (1920 – 2004 гг.).

## Образование
- Окончил с серебряной медалью (похвальной грамотой)  московскую школу № 141
- 1977 г. - окончил с отличием Московский государственный институт международных отношений МИД СССР по специальности «Международные экономические отношения со знанием японского и английского языков»
- 1981 г. - окончил аспирантуру МГИМО по Кафедре «Международные экономические отношения»

## Профессиональная деятельность
- 1980-1984 гг. преподавал в МГИМО, авторский курс «Экономика Японии» и «Народное хозяйство СССР»
- 1984 – 1986 гг.-   второй секретарь Департамента международных экономических организаций Министерства иностранных дел СССР
- 1986 – 1994 гг. -   второй, первый секретарь Департамента экономики Постоянного представительства СССР/РФ в Организации Объединённых Наций в Нью Йорке (в 1994 г. Присвоен ранг Советника)
- 1994 – 1997 гг. - региональный менеджер программ и программный специалист в Региональном бюро Программы Развития ООН для стран Европы и СНГ (г. Нью-Йорк, США)
- 1997-2001 гг. – и.о. Заместителя Представителя и Главный региональный советник в Представительстве ПРООН в Российской Федерации (Москва)
- в 2001-2004 гг. – Программный специалист Регионального Бюро ПРООН для стран Европы и СНГ (г. Нью-Йорк, США)
- в 2004-2008 гг. - заместитель Постоянного Представителя ПРООН в Армении
- в 2008-2011 гг.- Постоянный Координатор системы ООН, Постоянный Представитель ПРООН в Черногории
- в 2011-2017 гг. -  Постоянный Координатор системы ООН, Постоянный представитель ПРООН в Кыргызской Республике, Представитель Фонда ООН в области народонаселения (ЮНФПА) в Кыргызской Республике
- с июня 2017 г. - Специальный Советник и руководитель глобальной программы ПРООН по предотвращению насильственного экстремизма (г. Нью-Йорк, США)

## Труды
- Книга «Япония – поиски решения топливно-сырьевых проблем»
- Учебное пособие «Экономика Японии»

## Награды
- Медаль «Данк» (7 июня 2017 года, Кыргызстан) — за значительный вклад в укреплении сотрудничества между Кыргызской Республикой и Организацией Объединённых Наций[1].
- Именные часы от имени Президента Кыргызской Республики (16 января 2015 года, Кыргызстан) — за значительный вклад в развитие сотрудничества ПРООН с Кыргызской Республикой и успешную реализацию социально-экономических проектов в Кыргызской Республике[2].
- Отмечен государственными наградами Кыргызской Республики и Черногории за вклад в развитие этих стран.
- Основные достижения в ООН/ПРООН:
  - продвижение инициатив по вопросам транзитных экономик, в частности участие в подготовке и продвижении принятия в 1988 году в Комиссии ООН по транснациональным корпорациям советского проекта Резолюции  ООН по развитию новых форм  внешнеэкономических связей.  Эта инициатива позволила использовать ресурсы ООН в поддержке совместного предпринимательства с иностранными производителями на территории бывшего СССР (так называемых СП – совместных предприятий);
  - инициирование и реализация программ и проектов сотрудничества с Кыргызской Республикой в области развития и миростроительства, реализация проектов комплексного регионального развития Программы развития ООН в Нарынской и Ошской областях Кыргызстана, осуществленных при финансовой поддержке Российской Федерации, включая содействие социально-экономическому развитию населенных пунктов и местных сообществ вблизи урановых хвостохранилищ.

### на русском языке
1. http://www.kg.undp.org/content/kyrgyzstan/ru/home/operations/resident-representative.html
2. https://ru.sputnik.kg/opinion/20161024/1029919103/avanesov-o-kuurdake-milliardah-i-npo-dushevnyj-razgovor-s-glavoj-oon-v-kr.html
3. http://alumni.mgimo.ru/page/adaptive/news/13250/?ssoRedirect=true
4. http://www.trend.az/casia/kyrgyzstan/1907461.html
5. https://rus.azattyk.org/a/kyrgyzstan_un_avanesov/24516577.html

### на английском языке
1. http://kg.one.un.org/content/unct/kyrgyzstan/en/home/we/undp/Alexander_Avanessov.html
2. http://old.kabar.kg/eng/personnel-policy/full/2273 Архивная копия от 11 сентября 2017 на Wayback Machine
3. https://mail.google.com/mail/u/0/#inbox/15c1b84ed87c6133?projector=1